# Ama Ampofo
Ama Ampofo es una actriz ghanesa. En 2014, interpretó a "Claudia" en la película de Shirley Frimpong-Manso, Devil in the Detail, su actuación le valió una nominación como Mejor Actriz de Reparto en los premios de la Academia del Cine Africano y un premio Golden Movie.

## Biografía
Ampofo asistió a la escuela secundaria en Archbishop Porter Girls en Takoradi, donde estudió Negocios. Se graduó en Artes Teatrales con Historia en la Universidad de Ghana.

## Carrera
Antes de su debut como actriz, participó en el certamen de belleza Miss Malaika Ghana. Además de actuar, también aparece con frecuencia en comerciales de televisión de su país.